# Le Dernier Soupir du Maure
Pour l’article homonyme, voir Le dernier soupir du Maure.
Le Dernier Soupir du Maure est le cinquième roman de l'écrivain britannique d'origine indienne Salman Rushdie.
Écrit en anglais, il a été publié en 1995 sous le titre The Moor's Last Sigh. Prenant comme décor les villes de Cochin et de Bombay, il retrace l'histoire de quatre générations de la famille du narrateur, Moares Zogoiby dit « Le Maure ». « Le dernier soupir du maure » est une expression qui fait référence à l'exil des derniers musulmans du royaume d'Al-Andalus après la prise de Grenade par les rois catholiques d'Espagne en 1492.